# Bulbophyllum baileyi
Bulbophyllum baileyi es una especie de orquídea epifita  originaria de  	 Australia y Nueva Guinea.

## Descripción
Es una orquídea de pequeño tamaño, con hábitos epifita y ocasionalmente litofita con un rizoma con brácteas muy espaciadas curvadas amarillentas, pseudobulbos, ovoides, que llevan una hoja verde única, apical, erecta, gruesa, carnosa, pálida de color verde amarillento. Florece principalmente en la primavera hasta el verano en una inflorescencia de 10 cm de largo,  con una flor no retorcida. El perfume es una interesante mezcla de dulce y algo picante, todo al mismo tiempo.

## Distribución y hábitat
Se encuentra en Queensland en Australia y Nueva Guinea en la selva a una altitud de 5 a 1000 metros.

## Taxonomía
Bulbophyllum baileyi fue descrita por Ferdinand von Mueller   y publicado en Fragmenta Phytographiæ Australiæ 9: 5. 1875.
Etimología
Bulbophyllum: nombre genérico que se refiere a la forma de las hojas que es bulbosa.
baileyi: epíteto otorgado en honor de Bailey.
Sinonimia
- Bulbophyllum caryophyllum J.J.Sm.
- Bulbophyllum punctatum Fitzg.
- Carparomorchis baileyi (F.Muell.) M.A.Clem. & D.L.Jones
- Phyllorchis baileyi (F. Muell.) Kuntze
- Phyllorchis punctata (Fitzg.) Kuntze
- Phyllorkis baileyi (F.Muell.) Kuntze
- Phyllorkis punctata Kuntze[3][4]